# Albert Besnard
Albert Besnard fue un pintor (retratista) y grabador francés, nacido el 2 de junio de 1849 en París en donde también falleció el 4 de diciembre de 1934. Fue miembro de la Academia Francesa, electo en 1924 para el asiento número 13.

## Datos biográficos
Sus padres fueron Louis Adolphe Besnard, pintor de historia y alumno de Ingres, y Louise Pauline Vaillant, miniaturista y alumna de Lizinska de Mirbel.
Albert Besnard estudió con Jean-François Brémond y fue admitido el 20 de marzo de 1866 en la Escuela de Bellas Artes de París, en los talleres de Alexandre Cabanel y de Sébastien Cornu.. En 1874, alcanzó el gran premio de Roma con su composición La Muerte de Timófanes, tirano de Corinto. Se encontró con Franz Liszt durante su estancia en Roma, en la villa Médici y el compositor André fue su condiscípulo, cuyo retrato pintó en 1877.
Se casó en 1879 con Charlotte Dubray, hija del escultor Vital-Dubray y ella misma escultora, con la cual se instaló por tres años en Inglaterra, entre 1881 y 1884, donde expuso en la Royal Academy de Londres.
En el Salón de la Pintura y la Escultura de 1886 en París el retrato de Madame Roger Jourdain anuncia las características de su obra influenciada por el impresionismo pero atemperado por una técnica cercana a la de Carolus-Duran. En 1887, presentó la Femme devant un feu de cheminée cuya versión al pastel asombró a muchos, entre los cuales a Pierre Louÿs.
Entre sus numerosos cuadros están los de su esposa, de sus hijos (Une famille, 1890, Paris, musée d'Orsay), de la princesa Matilde, de la comediante Réjane, de Madame Georges Duruy, de Madame Henry Lerolle, d'Ernest Cognacq, de Marie-Louise Jaÿ, de Gabriele D'Annunzio, el del cardenal Mercier, el de Jean-Louis Vaudoyer, de Boni de Castellane, de Denys Cochin y el de Frantz Jourdain que será su primer biógrafo.

### Honores
En 1913, Albert Besnard fue nombrado director de la villa Médici en Roma, como sucesor de Carolus-Duran. Fue después director de la Escuela de Bellas Artes de París en 1922.
Miembro de la Academia de Bellas Artes (Francia) desde 1912. Fue elegido miembro de la Academia Francesa el 27 de noviembre de 1924, para el asiento número 13, convirtiéndose en el primer pintor desde 1760 en obtener el ingreso a esa institución de los inmortales en Francia. Su espada de académico es obra de Antoine Bourdelle.
Participó como fundador en la reinstalación de la Sociedad Nacional de Bellas Artes (Francia) en 1890.
Fue inhumado en París en el cementerio de Montparnasse, después de una ceremonia fúnebre de carácter nacional en la iglesia de San Fernando de Ternes en París y después en la Sala Napoleón del palacio del Louvre.

### Galería

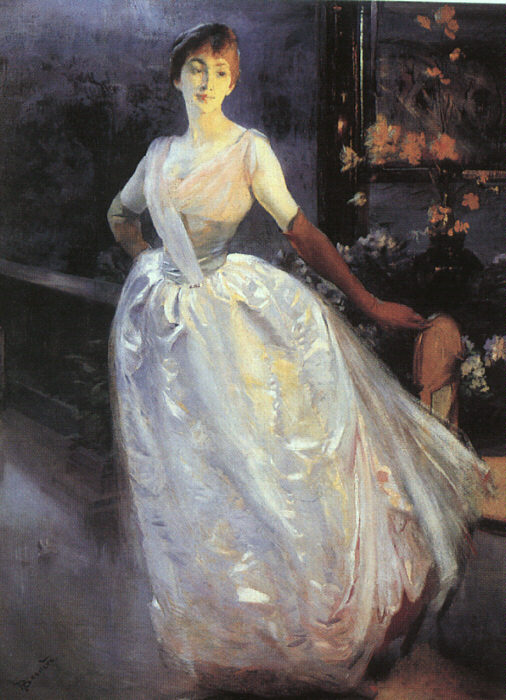
Señora Roger Jourdain (1886), París, museo de Orsay.
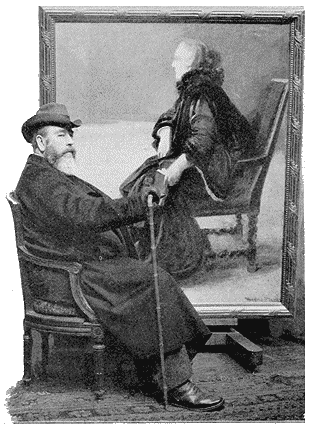
Albert Besnard ante el retrato de su esposa en 1905.
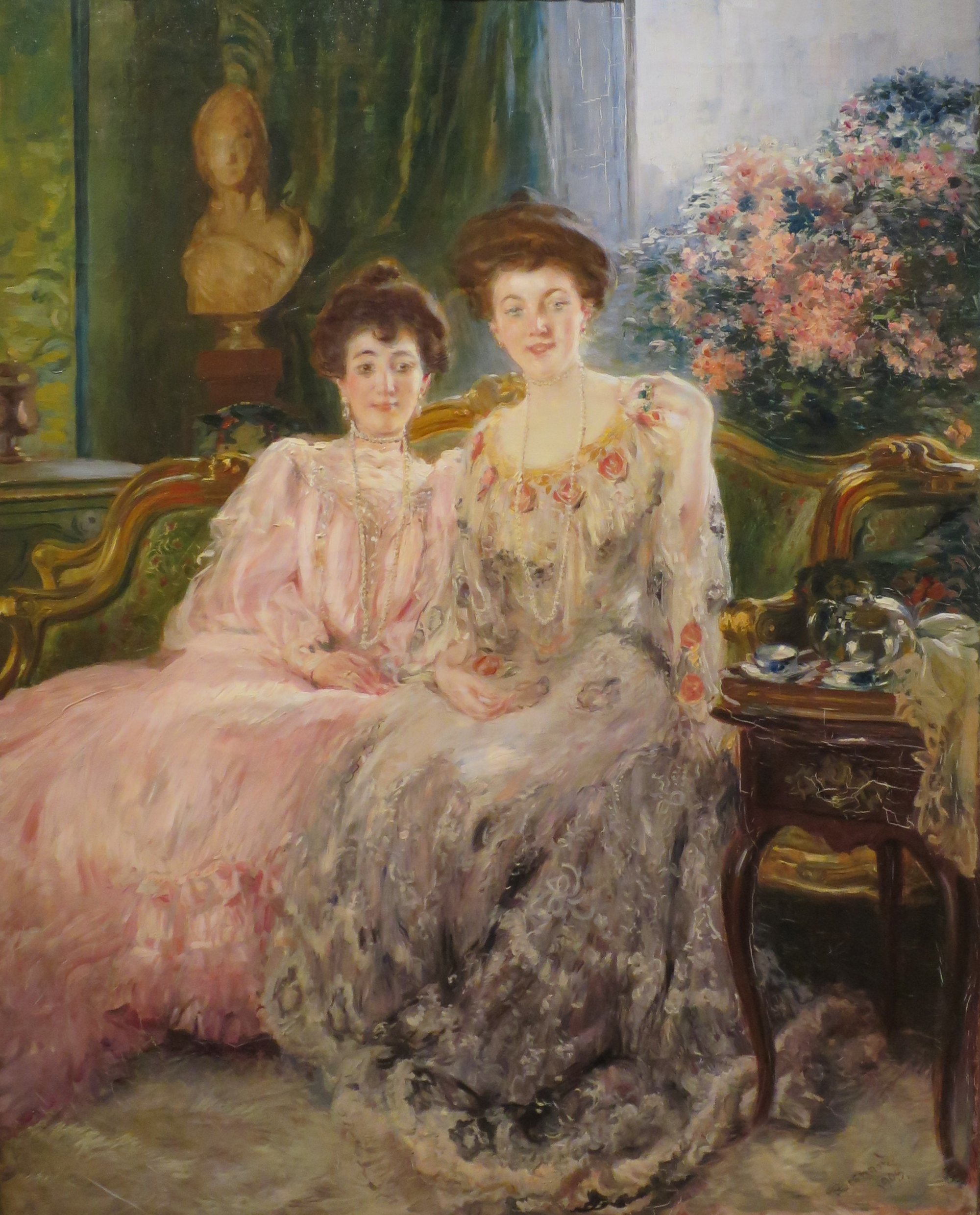
Retrato de las hermanas Kharitonenko (1903), Moscú, Museo de Bellas Artes Pushkin.
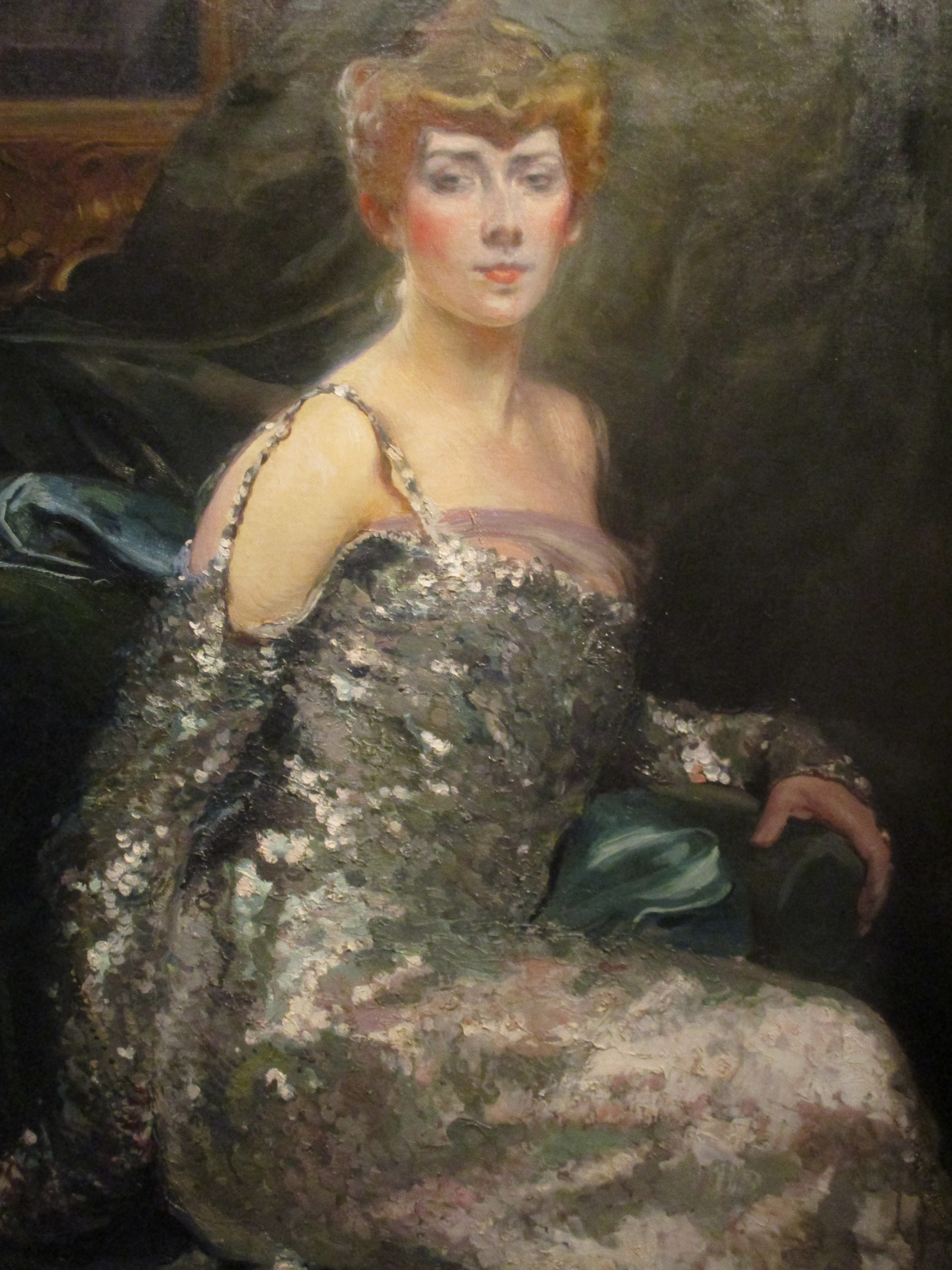
Retrato de la condesa Pillet-Will (1900-1905).

### Homenajes
- Un parque público le fue dedicado en la plaza del Maréchal-June (París 17.º, antiguo lugar Péreire). Ahí se encuentra su busto, ejecutado por el escultor Philippe Besnard, sus hijo.
- Una calle lleva su nombre en Annecy.